# Dashamir Xhika
Dashamir Xhika (ur. 23 maja 1989 w Tiranie) – albański piłkarz.